# Hotel Bristol (Salzburg)

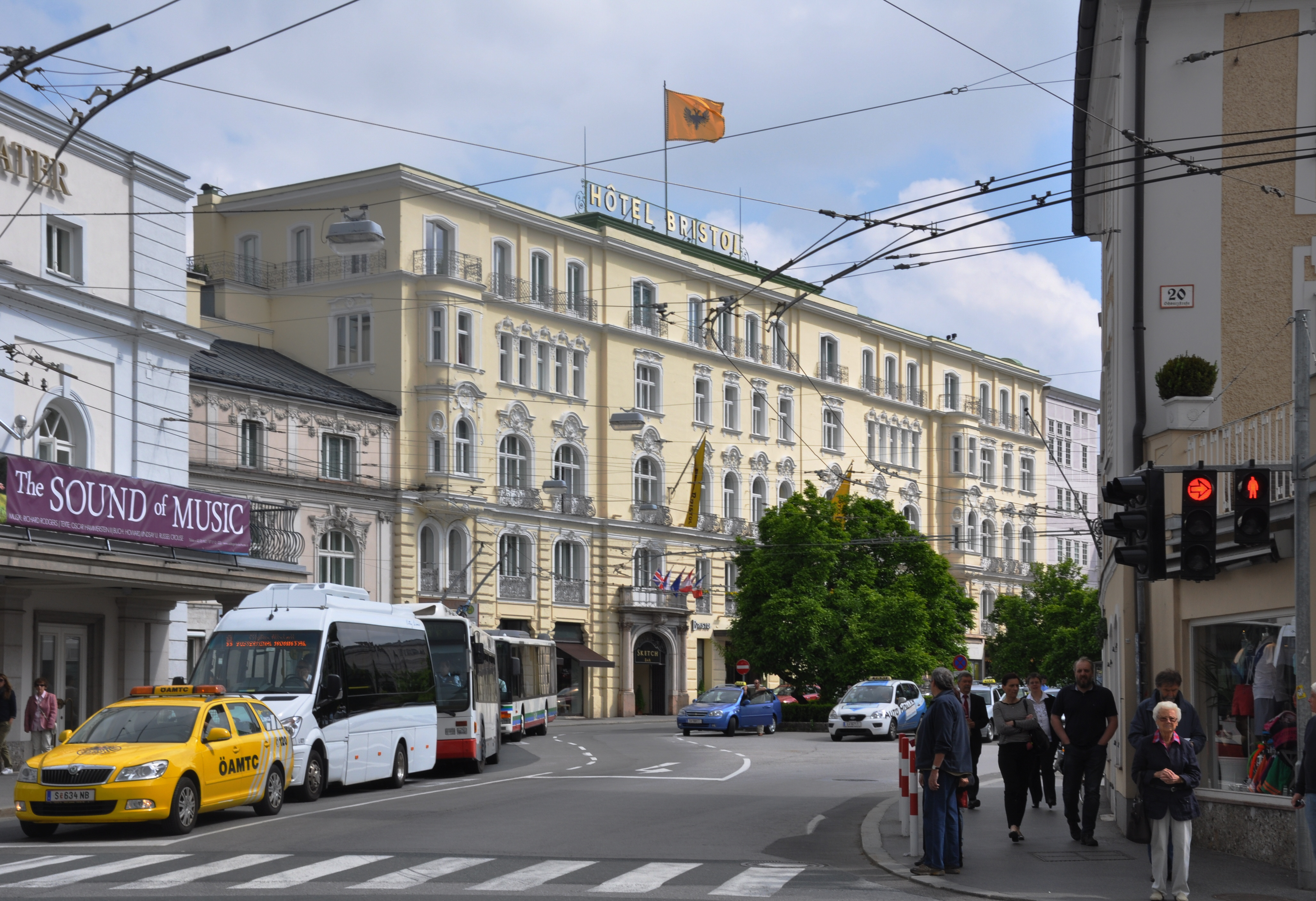
Hotel Bristol am Makartplatz, vorne links Salzburger Landestheater, vorne rechts Christian-Doppler-Geburtshaus

Das Hôtel Bristol ist ein Fünf-Sterne-Hotel am Makartplatz 4 in der Altstadt rechts der Salzach in Salzburg. Das Hotel gehört zum UNESCO-Welterbe Historisches Zentrum der Stadt Salzburg.

## Geschichte
Erzbischof Paris Lodron ließ hier um 1619 ein Stadtpalais für Adelige errichten. Der aus Mattighofen stammende Bankier Karl Leitner kaufte 1886 das Grundstück des heutigen Hotel Bristols und errichtete dort ein kalorisches und mit Torf betriebenes Kraftwerk zur Stromversorgung ausgewählter Betriebe Salzburgs (zu den ersten Kunden zählte neben dem Rathaus auch das Café Tomaselli). Dieses nahm als erstes E-Werk der österreichisch-ungarischen Monarchie am 13. Oktober 1887 seinen Betrieb auf. 1894 wurde aus dem Elektrizitätswerk zunächst die wegen ihrer elektrischen Beleuchtung als Electrizitäts-Hotel bezeichnete Herberge, 1907 dann daraus das Hotel Bristol. Das Hotel befand sich im Besitz der Stadtgemeinde Salzburg und erhielt bei der Hoteleröffnung seine heutige Fassade.
1914/1915 erwarb es der Hotelier und Schriftsteller Alois Grasmayr, dem auch das „Hotel Stein“ und später noch die „Blaue Gans“ und das Salzburger „Sternbräu“ gehörte.
In den 1930er Jahren kam das Hotel in den Besitz der Familie Hübner. Als eines der wenigen Privathotels in Salzburg wird es nun in der vierten Generation von den Besitzern selbst geführt. In dem Hotel sind auch die „Sketch“ Bar & Lounge sowie das Restaurant „Polo Lounge“ untergebracht.

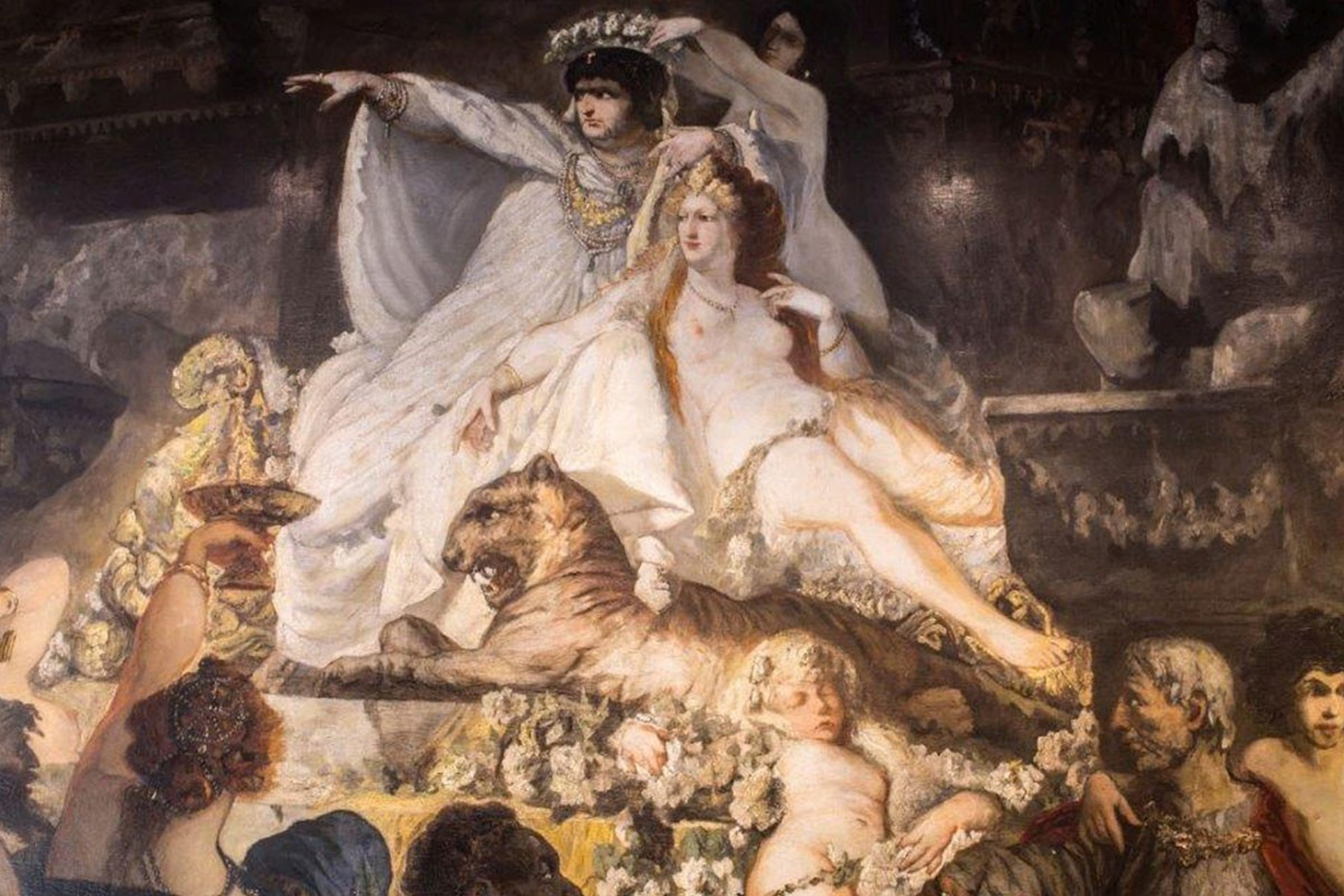
Hans Makart: Nero beim Brand von Rom (1865)

Das Foyer wird von dem monumentalen Gemälde Nero beim Brand von Rom geziert (Hans Makart 1865).

## Tagungsort
- Am 26. April 1908 veranstaltete im Hotel Bristol die am 15. April 1908 in Wien gegründete Wiener Psychoanalytische Vereinigung unter der Leitung von Sigmund Freud die erste internationale Tagung.
- Am 9. November 1910 war im Hotel die Gründungsversammlung vom Skiclub Salzburg.[1]
- Die Künstlervereinigung Der Wassermann wurde am 8. Jänner 1919 im Hotel Bristol gegründet.
- Am 8. Dezember 1934 wurde hier die K.Ö.L. Austria-Salzburg (katholisch–österreichische Landsmannschaft Austria–Salzburg) gegründet.

## Berühmte Gäste
Als berühmte Gäste des Hotels sind Kaiser Franz Joseph I. oder Sigmund Freud zu erwähnen, im 20. Jahrhundert gastierten hier unter anderem Maria Augusta Freifrau von Trapp, John Drinkwater (und die mit ihm verheiratete Konzert-Violinistin Daisy Kennedy), Riccardo Muti und Ringo Starr.